# 故鄉 (小說)
《故乡》是鲁迅的小说集《呐喊》中的一篇回憶體白话文小说。作于1921年1月，同年发表于《新青年》。现已编入人民教育出版社的语文九年级教材，日译版编入日本中学三年级国语教材。其中描写少年闰土的选段也被编入小学语文教材。文章着重刻画了闰土，杨二嫂等人物形象。故事讲述了“我”返回故乡搬家的故事，文章中插入了大量回忆。

## 人物
- 闰土：少年是具有活力与机智的少年，为“我”敬佩。中年是贫困的农民所取原型为章闰水。聪明才智，而且与人友好，所以得到作者的爱戴。从闰土的巨大改变，抒发了作者对封建统治的批评。[2]
- 杨二嫂：尖酸刻薄，贪小便宜的市井妇女。所以很多人都讨厌她。
- 宏儿与水生：分别是鲁迅的侄子与闰土的儿子，二人是一对初识的好伙伴。这与闰土和“我” 的关系形成了鲜明的对比， 并且抒发了作者对新生活的向往。体现出了新一代的回归，老一代关系的重现。

## 闰土夫妇
由于歌手张杰与主持人谢娜二人情侣有乡土气息，于是有网友便将张杰称为文中的闰土，二人即为“闰土夫妇”。这种说法开始于天涯论坛，并为网友所转载。

## 延伸閱讀
- 藤井省三：〈鲁迅《故乡》的阅读史与中华民国公共圈的成熟 （页面存档备份，存于）〉。

1. ↑  成田龍一等人《亞洲人物史(十) 民族解放之夢》P207
2. ↑  . cread.jd.com.   [2024-05-27]. （原始内容存档于2024-05-27）.